# Löhne-Ort
Löhne-Ort (plattdeutsch: Leune) ist ein Stadtteil der im Nordosten Nordrhein-Westfalens gelegenen Stadt Löhne. Bis zu deren Gründung am 1. Januar 1969 bildete der Ort die Gemeinde Löhne und erhielt dann den Zusatz -Ort. Obwohl für die Stadt namensgebend, ist Löhne-Ort nicht deren größter oder zentralgelegener Teil.

## Geographie
Löhne-Ort, das rund 7.000 Einwohner zählt, macht den Südwesten des Löhner Stadtgebietes aus. Angrenzende Stadtteile sind Obernbeck im Norden und Löhne-Bahnhof im Osten. Im Süden schließen sich Herford-Falkendiek, im Südwesten Hiddenhausen-Schweicheln-Bermbeck und im Westen Kirchlengern-Südlengern an.
Die Grenze nach Westen und Norden bildet die Werre. Auf deren hochwassersicheren Terrasse bildeten sich wohl im Frühmittelalter die frühesten Siedlungen Löhne(-Dorf) und Falscheide. Nach Süden hin steigt das Gelände stetig an und ist für den Ackerbau weniger geeignet. Hier lag bis ins 18. Jahrhundert die gemeine Mark, die erst später verstärkt besiedelt und heute von den Ortsteilen Löhnerheide und Dickendorn eingenommen wird. Der Ortsteil Steinsiek liegt nur zum kleineren Teil in Löhne, größerenteils gehört er zu Löhne-Bahnhof.
Im Ort entspringt der Löhner Schulbach, der nach ca. 3 Kilometern in die Werre mündet.

## Geschichte
- 1150: der Ort wird als Lenithe erstmals urkundlich erwähnt.
- um 1550 lutherische Reformation
- 1697: eigenes Kirchspiel, von Gohfeld abgepfarrt mit den Bauerschaften Löhne-Königlich und Löhne-Beck. Das Kirchspiel gehört zur Vogtei Gohfeld im Amt Hausberge des Fürstentums Minden, das zu Brandenburg-Preußen gehört.
- 1807: Die beiden Löhner Bauerschaften kommen zum Kanton Reineberg im Königreich Westphalen.
- 1807: Die beiden Löhner Bauerschaften kommen zum Kanton Vlotho im Königreich Westphalen.
- 1813: Die beiden Löhner Bauerschaften werden wieder preußisch.
- 1816: Die beiden Löhner Bauerschaften kommen zum neuen Kreis Bünde.
- 1832: Die beiden Löhner Bauerschaften kommen zum Kreis Herford.
- 1843: Die beiden Bauerschaften Löhne-Königlich und Löhne-Beck bilden die Gemeinde Löhne im Amt Gohfeld des Kreises Herford[2][3]
- um 1845: Errichtung der Martin-Luther-Kirche im Dorf
- 1847: Bau der Köln-Mindener Eisenbahnstrecke unmittelbar südlich an Löhne-Dorf vorbei
- 1855: Bau der Hannoverschen Westbahn, das Dorf ist fortan auf drei Seiten eng von Bahndämmen umgeben
- 1943: Löhne wird Sitz des neuen Amtes Löhne, das aus dem Zusammenschluss der Ämter Gohfeld und Mennighüffen entsteht.

Die Gemeinde Löhne wird am 1. Januar 1969 ein Stadtteil (als Stadtteil Löhne-Ort) der neugegründeten Stadt Löhne.
In den 1980er und 1990er Jahren betreibt die Löhner Kommunalpolitik trotz mancher Bürgerproteste die fast ausnahmslose Beseitigung der historischen Bausubstanz im Dorf.

## Schulen
- Grundschule Löhne(-Süd)
- Städtische Realschule Löhne
- Städtisches Gymnasium Löhne

## Kirchengemeinde
- Evangelisch-Lutherische Kirchengemeinde Löhne